# Новоолександрівка (Запорізький район)
Новоолекса́ндрівка (до 1914 року — По́ди, з 1914 по 1932 роки — Олександрталь) — село в Україні, адміністративний центр Новоолександрівської сільської громади Запорізького району Запорізької області. За даними Всеукраїнського перепису населення від 5 грудня 2001 року населення села становило 1473 особи. До 2018 року орган місцевого самоврядування — Новоолександрівської сільської ради, до складу якої входили села Новооленівка та Юльївка.

## Географія
Село Новоолександрівка розташоване за 21,3 км до обласного центру (до межі міста 10 км). Сусідні населені пункти: села Новооленівка (0,5 км) та Григорівка (6 км). Поруч пролягає автошлях національного значення Н08 (Бориспіль — Кременчук — Дніпро — Запоріжжя — Пологи, Маріуполь). Найближча залізнична станція Лежине (за 6 км). Головна вулиця Новоолександрівки — Центральна. До прийняття  закону України про декомунізацію — вулиця Леніна. Село переважно забудоване одноповерховими приватними будинками, проте також є і багатоквартирні будинки (декілька двоповерхових будинків і один п'ятиповерховий) радянської забудови.

## Історія
Засноване німцями-колоністами, які були лютеранами у 1879 році як село Поди (за іншими даними у 1869 році).
У 1914 році перейменоване в село Олександрталь. З 1932 року має сучасну назву — Новоолександрівка.
На околицях села знаходяться декілька курганів, досліджено поселення епохи бронзи. У могильнику ранньослов'янської черняхівської культури виявлено 6 поховань.
16 травня 2018 року, в ході децентралізації, Новоолександрівка набула статусу адміністративного центру Новоолександрівської  сільської громади.

## Війна на сході України
З огляду на загрозу проникнення озброєних військових російських окупантів та проросійських терористів з вересня 2014 року в Новоолександрівці проводилося будівництво оборонних споруд.

## Населення
| Мовний склад населення Новоолександрівки (2001 рік) | Мовний склад населення Новоолександрівки (2001 рік) | Мовний склад населення Новоолександрівки (2001 рік) | Мовний склад населення Новоолександрівки (2001 рік) | Мовний склад населення Новоолександрівки (2001 рік) |
| --------------------------------------------------- | --------------------------------------------------- | --------------------------------------------------- | --------------------------------------------------- | --------------------------------------------------- |
| Мова:                                               |                                                     |                                                     | Відсоток:                                           |                                                     |
| українська мова                                     | українська мова                                     |                                                     | 87,1 %%                                             | 87,1 %%                                             |
| російська мова                                      | російська мова                                      |                                                     | 12,15 %%                                            | 12,15 %%                                            |
| інші мови                                           | інші мови                                           |                                                     | 0,14 %%                                             | 0,14 %%                                             |

За даними Всеукраїнського перепису населення від 5 грудня 2001 року населення села становило 1473 особи. При цьому за даними перепису 1989 року в селі постійно проживало 1722 особи.
Рідною мовою українську назвали 87,1 % опитаних жителів села, російську — 12,15 %, інші мови — 0,14 %.

## Об'єкти соціальної сфери
- Новоолександрівська загальноосвітня школа І—III ступенів[9].
- Новоолександрівський комунальний дошкільний навчальний заклад «Калинка».
- Новоолександрівський будинок культури.
- Амбулаторія.
- Православна церква Московського Патріархату «Храм на честь Преподобного Андрія Рубльова».
- Новоолександрівське відділення «Укрпошти».
- Бібліотека.

## Екологія
Неподалік від села, між сусідніми селами Юльївка та Григорівка, розташований шламонакопичувач заводу «Запоріжсталь» та алюмінієвого комбінату, що негативно впливають на екологію.
У 2021 році біля села Новоолександрівка посилилася багаторічна проблема. Вздовж Оріхівської траси розрослося озеро з фекалій через несправну роботу каналізації. За словами мешканців Новоолександрівки, проблема існує вже близько з 2013 року, проте з 2019 року стоки перемістилися ще ближче до проїжджої частини автошляху національного значення Н08. Водії скаржилися, що запах відчувають цілий рік, навіть коли проїжджаючи Новоолександрівку із зачиненими вікнами. За словами місцевих депутатів, на вирішення проблеми з обласного бюджету неодноразово виділялися великі кошти, проте на їхньому місці так і не запустили в роботу. Новоолександрівці припускають, що має місце корупція у керівництві ОТГ.